# 日立市立田尻小学校
日立市立田尻小学校（ひたちしりつ たじりしょうがっこう）は、茨城県日立市田尻町4-39-1にある日立市立小学校。

## 概要
田尻小学校は、日高小学校から分離して開校した。学校南下の森には「渡志観音（どしかんのん）」が存在し、仮称「渡志小学校」として整備された経緯がある。
将来的には、日高小学校及び滑川小学校との統合が検討されている。

## 沿革
- 1977年
  - 4月1日 - 日立市立日高小学校より分離し開校[4][6]。
  - 10月2日 - 開校記念式典が挙行される。校旗、校章、校歌制定。この日を創立記念日とする[7]。
- 2005 - 2007年度 - 文部科学省「学力向上拠点形成事業」に指定[7]。
- 2010年9月21日 - 「元気な子ども遊びの広場」が開所される[8]。
- 2017年4月1日 - 放課後子ども教室が開設される[9]。
- 2018年度 - 保育技術専門研修、研究指定校に指定[10]。
- 2021年度 - 茨城県教育委員会保健体育課計画訪問、研究指定校に指定[11][12]。
- 2022 - 2024年度 
  - 体育大好き推進事業（拠点校）に指定[13][14]。
  - 特別支援教育に係る学校訪問（指定校訪問）、研究指定校に指定[13]。
- 2024年度 - ラグビー体験授業、研究指定校に指定[15]。

## 教育方針
令和6年度 田尻小学校グランドデザインより
教育目標
自ら学び 心豊かで たくましい 田尻っ子の育成
たすけあう子 じょうぶな子 りはつな子
学校経営方針
誰もが安心して学べる教育の場を整える
わかる授業 思いやりのある人間関係 安全な環境
- 徳・体・知のバランスの取れた児童を育成する
- 家庭や地域に信頼され、ともに児童を支援する
- 常に協働し更新していく教職員集団を形成する

## 学校行事
2022年度「学校だより」より
- 4月
  - 着任式・始業式
  - 入学式
  - 6年全国学力学習状況調査
  - 自宅確認訪問
  - 1年生を迎える会
- 5月
  - 1年校外学習
  - 3年学区探検
  - 教育実習
  - 2年町たんけん
  - 3年校外学習
  - 6年修学旅行
  - 4年自転車教室
- 6月
  - 音楽鑑賞会
  - 6年プール清掃
- 7月
  - 2年校外学習（大洗方面）
  - 終業式

- 9月
  - 始業式
  - 教育実習
  - 運動会
  - 4年校外学習（星空教室）
  - 3年スーパー見学
- 10月
  - 創立記念日（10月2日）
  - 2年校外学習（日立シビックセンター方面）
  - 3年校外学習
  - 5年宿泊学習
- 11月
  - 4年校外学習（水戸方面）
  - 茨城県民の日
  - 3年スーパー見学
  - 6年校内陸上記録会
- 12月
  - 6年郷土学習
  - 終業式

- 1月
  - 始業式
  - 4-6年学力診断のためのテスト
- 2月
  - 園児体験入学
  - 新入生保護者説明会
- 3月
  - 6年生を送る会
  - 卒業証書授与式
  - 修了式

## 児童会活動・クラブ活動など

### クラブ活動
（出典：）
- 家庭クラブ
- アニメーションクラブ
- パソコンクラブ
- パンポンクラブ
- バスケットボールクラブ
- 総合スポーツクラブ

## 通学区域
（出典：）
- 日立市相田町
- 日立市田尻町（2丁目45番を除く）

## 進学先中学校
- 日立市立日高中学校
- 日立市立滑川中学校

## 学区内の主な施設
- 田尻交流センター

## 関係者

### 出身者
- 塩田仁史（サッカー選手、大宮アルディージャ）